# Dagmar Breiken
Dagmar Breiken   (Colònia, 13 de setembre de 1963), de casada Dagmar Bremer, és una jugadora d'hoquei sobre herba alemanya, ja retirada, que va competir sota la bandera de República Federal Alemanya durant la dècada de 1980.
El 1984 va prendre part en els Jocs Olímpics de Los Angeles, on guanyà la medalla de plata en la competició d'hoquei sobre herba. Quatre anys més tard, als Jocs de Seül, fou cinquena en la mateixa competició.
En el seu palmarès també destaquen una medalla de plata a la Copa del món d'hoquei sobre herba, una de bronze al Campionat d'Europa i dues d'or al Campionat d'Europa d'hoquei sala. Durant la seva carrera esportiva disputà 124 partits amb la selecció nacional, dels quals 14 foren en sala. A nivell de clubs s'inicià al Rot-Weiss Colonia i el 1983 fitxà pel RTHC Bayer Leverkusen, amb qui guanyà la lliga alemanya de 1985.